# Hôtel de préfecture du Puy-de-Dôme
L'hôtel de préfecture du Puy-de-Dôme est un bâtiment situé à Clermont-Ferrand, en France. Il abrite la préfecture du département du Puy-de-Dôme.

## Localisation
La préfecture est située boulevard Desaix à Clermont-Ferrand (département du Puy-de-Dôme).

## Historique
Lors d'une séance du Conseil Général de 1910, le préfet Amand Elisée Becq déclare : « Il y a une véritable inhumanité à laisser votre personnel départemental dans les locaux actuels ; dans l'espace de 20 ans, 15 employés de la préfecture sont morts à cause de l'insalubrité des locaux. Il me répugne d'être luxueusement logé lorsque je vois, à côté de moi, des collaborateurs... aussi mal logés qu'ils le sont ».
Un concours réservé aux architectes originaires du département est ouvert, jugé le 8 avril 1913 à la mairie de Clermont. C'est l'architecte François Clermont, né en 1879 à Auzat-sur-Allier, qui l'emporte. Il avait déjà construit l'Hôtel de la Société des Ingénieurs des mines à Saint-Etienne.
Sa construction a démarré en mai 1914, après un plan admis entre octobre et décembre 1913.
L'édifice est inauguré par Alexandre Millerand, le 7 juillet 1923, venu en Auvergne pour les célébrations relatives au tricentenaire de la naissance de Blaise Pascal à Clermont-Ferrand.
En 1931 le peintre Maurice Busset propose de peindre trois panneaux de la cage du grand escalier, dont le panneau central devait représenter la bataille de Gergovie, ce qui amena à une controverse sur l'emplacement de Gergovie qui fut peut-être la cause de la non exécution des peintures. Au cours de l'été 1949 c'est le peintre Louis Dussour, alors directeur de l'école des Beaux-Arts de Clermont-Ferrand, qui réalise une fresque représentant les monulments, richesses et activités du Puy-de-Dôme avec au centre sur un fonds de lauriers sept Auvergnats illustres : Vercingétorix, Grégoire de Tours, Michel de l'Hospital, Blaise Pascal, le poète Delille, le général Desaix, Emmanuel Chabrier.
La préfecture est partiellement inscrite au titre des monuments historiques le 7 octobre 1991.